# 汪洙墓道
汪洙墓道位于中国浙江省宁波市海曙区集士港镇四明山村石马湾山，宋代墓葬，墓及墓道坐西朝东，墓道按自然地形成N形绕山而上，墓位于半山腰，目前破坏严重，墓道上尚存石马一件，绕墓道而上为古墓平台，现存有石砌台坎和弧形墓墙，墓室平台上有墓前遗物石刻享亭残件两组，亭子采用仿木结构，周围遗有斗拱、椽子等残件，2007年9月公布为鄞州区文物保护单位，2018年12月28日因行政区划调整公布为海曙区文物保护单位。